# Grupo Rumo
O Grupo Rumo é um grupo musical brasileiro surgido em 1974.

## História
O Rumo foi constituído em 1974 por estudantes, boa parte da USP, sendo a maioria de alunos da Escola de Comunicação e Artes da USP liderados por Luiz Tatit.
A partir daí, o Rumo começou a produzir canções com novo tratamento em termos de composição e de arranjo. Merecem destaque o papel das entoações da fala cotidiana nas composições e o papel da instrumentação valorizando a linha principal do canto nos arranjos.
Em 1979, entra Ná Ozzetti.
Com o surgimento da chamada Vanguarda Paulistana, conseguiram gravar seus dois primeiros LPs de forma independente em 1981, chamados Rumo (músicas próprias) e Rumo aos Antigos (com reinterpretações de músicas menos conhecidas de autores do passado, como Noel Rosa, Lamartine Babo, Sinhô, entre outros).
Em 1983, o RUMO lança Diletantismo, seu terceiro LP, continuando as experiências registradas nos trabalhos anteriores e encontrando grande recepção em rádios de São Paulo e Rio com a canção Ladeira da Memória.
Em 1985, Ciça Tuccori faleceu e temporariamente entraram os músicos Ricardo Breim e Fábio Tagliaferri.
Neste mesmo ano, foi a vez de Caprichoso, o quarto LP, com canções mais amadurecidas e comunicativas sem, no entanto, perderem o caráter experimental peculiar ao grupo. As apresentações ao vivo são especialmente elogiadas sendo apontadas como "melhor show do ano" por alguns jornais e revistas de São Paulo. Esse disco contém Delírio, meu! e o samba enredo Release que conta a história do próprio grupo.
Em 1988, o RUMO lança, pelo selo Eldorado, o tão anunciado disco infantil: Quero passear. Recebe, por esse trabalho, mais dois prêmios, desta vez concedidos pela Sharp: "Melhor disco infantil de 1988" e "Melhor canção infantil" com a música: A noite no castelo.
Em 1989, o selo Eldorado apresenta uma antologia dos melhores momentos: O Sumo do Rumo. 
Em 1991, o grupo reúne suas composições mais recentes para a apresentação e gravação de um CD ao vivo no Teatro do Sesc-Pompéia. Este trabalho, Rumo ao vivo, foi lançado pelo novo selo Camerati, no segundo semestre de 1992, e conquistou, mais uma vez, o prêmio outorgado pela APCA como o melhor grupo do ano. Participou também da gravação e dos shows, o Swami Jr. 
Em 2004, o RUMO relança seus seis álbuns em formato de CD, com shows e exposição sobre sua trajetória musical, no Sesc-Pompéia, dias 19, 20 e 21 de março. Esse show foi reapresentado no mesmo local em 7 de junho do mesmo ano para a filmagem de um DVD.
Em 2004, gravaram um DVD e fizeram shows celebrando os 30 anos do grupo, conforme pedia a canção Release.
Em 2010, lançaram o Sopa de Concha, inspirado pelo “Rumo aos Antigos”, fruto de uma nova pesquisa de gravações em 78 rotações, encontradas por Geraldo Leite no IMS, Instituto Moreira Salles, no Rio de Janeiro. Com produção do Swami Jr, o “Sopa” contou com a participação instrumental de grandes músicos e o Rumo entrou nas interpretações vocais. Os shows de lançamento foram no Sesc Vila Mariana.
Em 2019, lançaram seu primeiro álbum de estúdio desde 1988: Universo, somente com inéditas, pelo Selo Sesc, com shows em São Paulo no Sesc 24 de Maio, Natura Musical, Sesc Santana e, em Curitiba, no Sesi - Campos da Indústria.
Também em 2019, com previsão de entrar em circuito em 2020, foi lançado o filme Rumo, documentário de longa duração, dirigido por Flávio Frederico e Mariana Pamplona, classificado nas edições dos festivais: In-Edit e É tudo verdade. 

## Integrantes

### Formação original
- Luiz Tatit: violão e voz
- Ná Ozzetti: percussão e voz
- Hélio Ziskind: flauta, saxofone, violão, vocal e voz
- Akira Ueno: baixo e percussão
- Paulo Tatit: guitarra, violão, baixo e voz
- Ciça Tuccori: piano e xilofone
- Pedro Mourão: violão e voz
- Gal Oppido: bateria
- Zecarlos Ribeiro: percussão
- Geraldo Leite: voz

### Formação atual
- Luiz Tatit: violão e voz
- Ná Ozzetti: percussão e voz
- Hélio Ziskind: flauta, saxofone, violão e voz
- Akira Ueno: baixo e percussão
- Paulo Tatit: guitarra, violão, baixo e voz
- Pedro Mourão: violão e voz
- Gal Oppido: bateria
- Zecarlos Ribeiro: voz e percussão
- Geraldo Leite: voz e percussão

## Discografia
Os discos de 1981 a 1992 foram relançados em CD pela Trama em 2004. 
| Nome             | Ano  | Selo ou gravadora               | Mídia                               |
| ---------------- | ---- | ------------------------------- | ----------------------------------- |
| Rumo             | 1981 | Rumo Empreendimentos Artísticos | LP, CD, download digital, streaming |
| Rumo aos antigos | 1981 | Rumo Empreendimentos Artísticos | LP, CD, download digital, streaming |
| Diletantismo     | 1983 | Lira Paulistana/Continental     | LP, CD, download digital, streaming |
| Caprichoso       | 1986 | Rumo Empreendimentos Artísticos | LP, CD, download digital, streaming |
| Quero passear    | 1988 | Estúdio Eldorado                | LP, CD, download digital, streaming |
| O sumo do Rumo   | 1989 | Estúdio Eldorado                | LP                                  |
| Rumo ao vivo     | 1992 | Rumo Empreendimentos Artísticos | CD, download digital, streaming     |
| Rumo             | 2004 | Cultura Marcas                  | DVD                                 |
| Universo         | 2019 | Selo Sesc                       | CD, download digital, streaming     |